# Добрянський Леонід Цезарович
Леоні́д Це́зарович Добря́нський (1974—2020) — прапорщик Збройних сил України, учасник російсько-української війни.

## З життєпису
Народився 1974 року в селі Зарудинці (Житомирська область). Від 1992-го мешкав у місті Київ (Оболонський район). З того ж року проходив строкову військову службу в Національній гвардії. 1994-го закінчив школу прапорщиків, служив до 1999 року. Працював у Державній службі охорони, по тому — в пожежній частині, згодом на склозаводі, з січня 2010 року — на ДП «Антонов»; плавильник металу та сплавів 4-го розряду. У 2013 році закінчив авіаційний технікум — спеціальність «виробництво авіаційних літальних апаратів», здобув професію техніка-технолога.
Одним з перших пішов на фронт, з 28 березня 2014-го по 2015 рік воював у складі 72-ї бригади, батальйонна розвідка. Влітку, під час боїв у Червонопартизанську зазнав контузії — міна впала біля бліндажа. З осені 2015-го проходив службу в 30-й бригаді; прапорщик, командир відділення взводу управління розвідувальної роти. Виконував завдання у багатьох гарячих точках — Маріуполь, Бахмут, Світлодарська дуга. Здавав в госпіталі кров для поранених побратимів.
13 червня 2020 року пізнього вечора загинув від мінно-вибухової травми — внаслідок мінометного обстрілу терористами, під час виконання бойового завдання на спостережному пункті поблизу села Троїцьке Попаснянського району.

Могила Леоніда Добрянського.

Похований на Алеї Слави Лук'янівського військового кладовища міста Києва.

## Нагороди та вшанування
- Указом Президента України № 290/2020 від 24 липня 2020 року за «особисту мужність і самовіддані дії, виявлені у захисті державного суверенітету та територіальної цілісності України» нагороджений орденом За мужність III ступеня (посмертно)[1]
- відзнака Начальника Генерального Штабу Збройних сил України «Учасник АТО»
- відзнака Президента України «За участь в антитерористичній операції»